# Henrik Larsson
Henrik Edward Larsson, švedski nogometaš in trener, * 20. september 1971, Helsingborg, Švedska.
Larsson je kariero začel pri klubu Högaborg, za katerega je v članskem moštvu igral med letoma 1988 in 1992, nato je za sezono zaigral tudi za klub Helsingborg iz rojstnega mesta. Leta 1993 je prestopil v nizozemski Feyenoord, za katerega je do leta 1997 odigral 101 prvenstveno tekmo ter dosegel 26 golov. S klubom je v letih 1994 in 1995 osvojil državni KNVB pokal. Leta 1997 je prestopil v škotski Celtic, kjer je ostal najdlje v svoji karieri. Do leta 2004 je za klub odigral 221 prvenstvenih tekem in dosegel 174 golov. V sezonah 1997/98, 2000/01, 2001/02 in 2003/04 je s klubom osvojil naslov škotskega državnega prvaka, v sezonah 2000/01 in 2003/04 škotski pokal, v sezonah 1997/98 in 2000/01 škotski ligaški pokal, v sezoni 2002/03 pa drugo mesto v Pokalu UEFA. Za tem je prestopil v Barcelono, kjer je do leta 2006 odigral 40 prvenstvih tekem in dosegel 13 golov. S klubom je v sezonah  2004/05 in 2005/06 osvjil naslov španskega državnega prvaka, leta 2005 španski superpokal in v sezoni 2005/06 Ligo prvakov. Ob koncu kariere je ponovno zaigral za Helsingborg, za konec pa je sedem tekem odigral tudi kot posojen nogometaš Manchester Unitedu. 
Za švedsko reprezentanco je skupno odigral 106 tekem, na katerih je dosegel 37 golov. Nastopil je na treh svetovnih prvenstvih, v letih 1994, 2002 in 2006, ter na treh evropskih prvenstvih, v letih 2000, 2004 in 2008. Med letoma 2008 in 2009 je bil kapetan švedske reprezentance.
Leta 2001 je bil dobitnik nagrade Evropski zlati čevelj. Leta 2006 je bil sprejet v Škotski nogometni hram slavnih in prejel odlikovanje red britanskega imperija.